# Florence Vos Weeda
Florence Vos Weeda (Amersfoort, 9 juni 1996) is een Nederlands actrice.

## Biografie
Florence Vos Weeda begon met acteren tijdens haar middelbareschoolopleiding. Ze volgde een vooropleiding Theater en speelde bij Toneelgroep Amsterdam junior. Hier speelde ze de rol van Ophelia in een uitvoering van Hamlet. Kort daarna maakte ze haar debuut als filmactrice in de Nederlandse speelfilm Ventoux en werd ze gecast voor een vaste rol in de jeugdserie SpangaS. In deze serie speelde Vos Weeda twee seizoenen lang de rol van Juliëtte Vrolijks, een rol die ze overnam van Vajèn van den Bosch.
Naast haar rol in SpangaS speelde Vos Weeda nog een rol in speelfilm Renesse en een terugkerende rol in de dramaserie Weemoedt.

Sinds eind 2016 studeert Vos Weeda aan de Toneelschool Maastricht. Om zich op haar studie te kunnen concentreren, stopte ze met haar rol in SpangaS. In april 2017 was ze voor het laatst te zien in deze serie.